# Brigt Rykkje
Johan Ingebrigt (Brigt) Rykkje (* 16. Juni 1975 in Bergen) ist ein norwegisch-niederländischer Eisschnellläufer.
Brigt Rykkjes Vater ist Norweger, seine Mutter Niederländerin. Die ersten Jahre wuchs er in Norwegen auf, 1980 ging die Familie in die Niederlande. Beim Eislaufclub IJsclub Haarlem begann er mit dem Eislaufen. Im Dezember 1996 debütierte der Spezialist für die Langstrecken – besonders die 10.000 Meter – im Weltcup von Hamar. Schnell etablierte er sich und lief im Januar 1998 in Innsbruck erstmals in die Top 10 (8.). Im November desselben Jahres gewann er in Hamar über 5000 Meter seinen ersten Weltcup. Inzwischen hatte er seine Nationalität gewechselt und startete nun für Norwegen. Für Norwegen trat er auch bei den Olympischen Spielen 1998 in Nagano über die 1500 Meter an (29.). Jedoch wechselte er 1999 wieder die Nationalität und trat wieder für die Niederlande an. Je einmal war er norwegischer wie auch niederländischer Vizemeister, je zweimal Dritter der nationalen Meisterschaften.

## Eisschnelllauf-Weltcup-Platzierungen
| Platzierung | 100 m | 500 m | 1000 m | 1500 m | 3000 m | 5000 m | 10000 m | Team |
| ----------- | ----- | ----- | ------ | ------ | ------ | ------ | ------- | ---- |
| 1. Platz    |       |       |        |        |        | 1      |         |      |
| 2. Platz    |       |       |        |        |        |        |         |      |
| 3. Platz    |       |       |        |        |        |        |         |      |
| Top 10      |       |       |        |        |        | 3      | 4       |      |

(Stand: 3. Dezember 2006)